# 水密花
水密花（学名：Combretum punctatum subsp. squamosum）为使君子科风车子属盾鳞风车子的亚种。分布于缅甸、印度尼西亚、锡金、尼泊尔、孟加拉、马来西亚、菲律宾、越南、泰国、印度以及中国大陆的广东、云南等地，目前尚未由人工引种栽培。